# Agerbæk (plaats)
Agerbæk is een plaats in de Deense regio Zuid-Denemarken, gemeente Varde. De plaats telt 1310 inwoners (2008).